# スクールフェスタ
『スクールフェスタ』 (School Festa) は、2005年11月25日にロールより発売された18禁崖っぷち学園祭・恋のさやあてコスプレアドベンチャーである。2009年3月26日に電脳CLUBよりDVDプレイヤーズゲームも発売。また、マジックシードのウェブサイト「美少女遊び」より携帯電話アプリゲーム版も配信されている。

## ストーリー
「廃部です」とその子は言った。
二学期の最初の日、手芸部部長の主人公・三崎修一郎はいきなり学生会室に呼びだされ、「いかにも学生会役員オブ役員」という感じの女の子に、唐突にそう告げられた。だが、修一郎が部長を勤める手芸部は、地味で活動らしい活動も行っていないが、同様に問題となる様な事も起こしていない。状況が理解できなかった修一郎が、説明を求めたところ、「来年度の部活動予算が大幅に削減されたため、活動実績のないサークルに割く予算や部室はないので、廃部する事になりました」と告げられて追い返されてしまった。
このことに納得できない部員の久坂綾乃と共に、学生会会長の黒崎夕にかけあった結果、修一郎たちには「今度の学園祭の一般投票で上位10位に入れば、これを部の実績として存続を認める」と言う条件が提示された。
学園祭まではあと二週間程、例年のように適当な出展でお茶を濁して済ませる訳にはいかなくなり、どうしたものかと悩む修一郎だが、さっぱり妙案が浮かばない。そんな中、綾乃が突然「コスプレ喫茶（模擬店）をやろう」と言いだす。とにかく目立って人気をとるしかない状況で他に、これといったアイデアもなかったので、修一郎はその案に乗ることにした。
しかし、手芸部の実部員は、修一郎と久坂藤乃・綾乃の姉妹の3人だけ。全員模擬店未経験者なので、実際のメニューその他についても、妙案が出てこない。仕方なく修一郎は幼なじみの小日向ころなを頼ることにする。ころなは呆れながらも、メニューの考案や実際の調理の算段などを引きうけてくれた。また、コスプレ衣装のデザインと店内の演出やセッティングもころなの友人井上美由紀が「共同出展として自分の部も存続が認めてもらえるなら」の条件で協力してくれることになり、ようやく一通りの目処がたった。
はたして修一郎は、無事に学園祭で成果を挙げ、手芸部を存続させることができるか？ 

## 登場人物

### 主人公
三崎修一郎（みさきしゅういちろう）
手芸部部長で、色恋沙汰に関しては非常に鈍感である。両親は、共にツアーコンダクターをしているため、家を空けることが多く、現在も事実上の一人暮らし状態。
優柔不断で、雰囲気に流れ易く、周りに気を使いすぎて自分の事を後回しにしてしまうタイプ。ただし、ころなに対しては、あまり気を使っている様子はない。裁縫好きで細かい作業が得意。現状で唯一人、手芸部らしい活動を行っている。手芸部には、卒業したお姉さま方の新入生狩りで引きずり込まれのだが、元々裁縫や編み物が好きだったので逃げ出さずに居たら、自分しか部員が残らなかったため部長になってしまった。

### ヒロイン
久坂藤乃（くさかふじの）声：須本綾奈
手芸部部員で、2年C組。身長:160cm、体重:44Kg、スリーサイズ:86・56・84、誕生日:3月10日
修一郎のクラスメイトで、綾乃の姉。昨年病気休学で留年しているので、修一郎よりひとつ年上。
性格は、内気で物静か、マイペースでおっとりしている。セミロングのおさげ髪で人形の様な顔立ち、スタイルも良く、「あのルックスとスタイルと儚げなイメージだけで、なにもしなくても男の方が吸い寄せられちゃう」と美波が表現するほどの美人。だが、体があまり丈夫ではなく、表情を余り表に出さない上に今年度は留年していることもあり、学内では「美人だけど近寄りがたい」ということでそれなりに有名。故に男子からの人気は高いのだが、告白されることは非常に少ない。また、クラス内でも男女問わずに美人過ぎて気後れされてしまうらしく話しかけてくる者が少ないため、藤乃自身は自分が嫌われていると思っている。
昨年の一学期始業式の日に修一郎と出会い、服を繕ってもらったことから名も知らぬ親切な新入生に好意を抱く。その後、留年して同じクラスとなって、修一郎が部員不足で困っていると聞いたため、妹の綾乃と共に手芸部へ入部してきた。しかし、「内気で何も出来ない上に病弱で留年した年上の自分に告白されても修一郎には迷惑になる」との思いから、それ以上の行動には出られないでいる。また、不器用で部の備品の編み棒を折ってしまう等の実績があるため、今は手芸部に顔を出してはいるものの活動らしい活動は行っていない。
コスプレ衣装は、猫系のゴスロリ風。
久坂綾乃（くさかあやの）声：理多
手芸部部員で、1年B組。身長:165cm、体重:46Kg、スリーサイズ:78・55・82、誕生日:6月6日
藤乃の妹。学生会役員の小野寺美波は親友でクラスメイト。
性格は、活発で要領がよく、物怖じしないので、クラスではリーダー的存在。セミロングのポニーテールで親近感のある顔立ち、スマートなスタイル。姉の藤乃が病弱なので家の外では付き添いとして姉と一緒に居ることが多いため、本人は自分の容姿に自信を持てないでいるのだが、学園内では、物静かで近寄りがたい姉と活発で親近感のある妹の美人姉妹として綾乃自身も男子からの人気は高い。しかし、前述の通り姉と一緒に居ることが多いので、気後れする人が多く近寄ってくる人間は少ない。姉の藤乃とは対照的に、運動部からも声がかかるほどに身体能力に恵まれている元気少女だが、手先の細かい作業に関しては姉同様に苦手である。ただ、姉が病弱な上に自分はたいていのことが要領よくできた関係で、小さい頃から両親を含め周りの大人たちの関心が姉に集中してしまい、その影響から目上の者に頭を撫でられるということに憧憬を持っている。
内気な姉が初めて好きになった相手ということで修一郎に興味を持ち、監視目的で姉の藤乃に付き添って手芸部に入部したが、今は修一郎のことを慕っている。しかしながら、過去の恋愛の殆どが姉に近づこうとしてきた男たちを監視している内に好意を持っては片思いで終わると言うパターンだったため、今も修一郎への思いを募らせながら一歩も踏み出せずにいる。
手芸部では、表向き姉へのつきあいで参加しているように振舞っているので、姉と同様に活動らしい活動は行っていない。
コスプレ衣装は、狐系の巫女風。
小日向ころな（こひなたころな）声：草柳順子
家庭創作料理研究部部員で、2年E組。身長:150cm、体重:38Kg、スリーサイズ:72・52・77、誕生日:4月1日
修一郎の幼稚園来の幼なじみで手芸部とアートデザイン研究部の幽霊部員でもある。事実上一人暮らし状態の修一郎を毎朝のように起こしに来る。また、料理が得意で台所の掃除など身の回りの世話も親公認で行っている。
性格は、素直でマイペース且つ能転気だが修一郎に対しては一途で献身的。ショートヘアーで愛嬌のある幼顔、小柄でスリムなスタイルをしているため可愛い妹キャラとして男子に人気があり、ラブレターをもらったり告白されたりすることもしばしば。修一郎は「喧嘩しても翌日には忘れている位に能転気」と思っているが、本当は、修一郎に嫌われないようにと意識して忘れた振りをしている。かなり前から修一郎のことを幼なじみ以上に思っていて態度にも出しているのだが、修一郎からは腐れ縁に見られているため、その思いは報われていない。
コスプレ衣装は、藤乃・綾乃のルートではなし、それ以外のルートでは狸系の魔法少女風。
井上美由紀（いのうえみゆき）声：かわしまりの
アートデザイン研究部部長で、2年F組。身長:160cm、体重:47Kg、スリーサイズ:89・58・88、誕生日:11月3日
ころなの心友。美術部を喧嘩別れ状態で退部して、この春からアートデザイン研究会を旗揚げしたのだが、自分以外の部員は幽霊部員のころなしかいない状況のため活動実績が出せず手芸部と同様に廃部の危機を迎えている。
性格は職人気質のテレ症で御人好し、照れ隠しに無愛想な物言いをしてしまうために人付き合いが苦手。癖毛を無造作に伸ばしたセミショートで眼鏡が似合う顔立ちだが前髪で顔はあまり見えない、スタイルは藤乃を上回っており、前髪で顔が隠れていることとオタク的で無愛想な雰囲気がなければ男子の人気を集めていても不思議はない。コスプレ等の自分の趣味の事に関しては、周囲の偏見を気にしてか、ころなにさえも秘密にしている。「自分には女の子っぽい属性や趣味は、似合うはずがない」と思い込んでおり、甘いものが大好きと言う事なども知られることを恥ずかしがる。
衣装デザインに関しては、部外者の真希を含めてデザイン画を見た手芸部の誰もが才能を信じて疑わない程。
コスプレ衣装は、藤乃・綾乃のルートではなし、それ以外のルートでは犬系のチャイナ風。
黒崎夕（くろさきゆう）声：如月葵
学生会会長で、3年A組。身長:170cm、体重:51Kg、スリーサイズ:85・59・85、誕生日:9月17日
容姿端麗で、成績優秀、切れ者で教員の信頼も厚い上に、家はお金持ちと言う絵に書いたような学生会会長。
性格は、冷静沈着で思慮深く、理知的で真面目なのだが、一生懸命に努力している相手には意外と情に流され易い。ストレートのロングヘアーで、鋭い視線の知的な顔立ち、背が高くスタイルも良いため、麗人として女子からの人気が高い。一般生徒には、冷静、冷淡、冷徹、怜悧な性格と噂されているが、実際は「より多くの人により、より楽しい学園生活を」が信条で、無謀と思える事でも努力する人間にはチャンスを与えることを惜しまない。
ラーメンが好物で、特に味噌味でこってりと脂っ濃いものが好みなのだが、それが元で最近体重が2Kg増えたことを気にしている。
コスプレ衣装は、夕のルートでのみ間に合わせの兎耳体操服、それ以外のルートではなし。

### サブキャラ
高天真希（たかままき）声：ルネッサンス山田
学生会書記で、2年C組。身長:180cm、体重:62Kg、誕生日:2月14日
修一郎の悪友で、修一郎とは気が合うらしく、ころなよりは短い付合いではあるもの、腐れ縁の仲で何かとつるむことが多い。頭脳明晰、スポーツ万能で見た目もカッコいいので女子にはもてるのだが、性格は変人を通り越してド変態の領域に達しており、ホモ疑惑が出ていても否定するどころか修一郎に弁当やクッキーを作ってくる始末。故にころなからは修一郎の貞操を警戒されている。
学生会では、美波に「まことに遺憾ながら、きわめて複雑怪奇にハイスペックな人」と言わせる程有能で、部員でもない手芸部に毎日の様に顔を見せて遊んでいても、誰も文句を言われない程の職務をこなしているが、会長の夕には頭が上がらない。
姉の美希と共に大食漢で、近隣の大食いの店からは出入り禁止とされている。
高天未来（たかまみき）声：北都南
2年C組の担任で専攻は化学。身長:165cm、体重:52Kg、スリーサイズ:92・59・90、誕生日:1月1日
真希の実の姉で手芸部の顧問でもある。ストレートのロングヘアで妖艶かつ知的な顔立ち、凶悪なほど抜群なスタイルの持ち主。アンニュイな雰囲気で、大人の色香を振りまいているため、男子生徒からは絶大な支持を得ている。教師らしくない言動が多いのだが、「高天先生に叱られ隊」と言うファンクラブが存在し、旗ヶ咲学園の最終兵器の異名を持つ。
弟の真希と共に大食漢で、近隣の大食いの店からは出入り禁止とされている。
小野寺美波（おのでらみなみ）声：櫻井りな
学生会庶務で、1年B組。身長:155cm、体重:41Kg、スリーサイズ:不明、誕生日:8月15日
綾乃の親友でクラスメイト。修一郎曰く「いかにも学生会役員オブ役員」という感じの女の子。
性格は、自己中心的だけど素直で友達思い、物事にはハッキリ白黒つけないと気がすまないタイプ。癖のないセミロングで特徴のない顔立ち、スタイルは綾乃と似たようなレベル。真希のことは超苦手ではあるのだが、非常に有能と認めている。学生会会長の夕を熱狂的に崇拝しており、今は夕にいいところを見せようと必死になっている。

## スタッフ
- シナリオ：秋史恭、田中一郎、千堂流宇衣
- 原画：真広雄海
- グラフィック：イーグル、らくがき丸
- 音楽：猫野こめっと

## オープニングテーマ
「スクールフェスタのうた」
作詞：田中一郎、猫野こめっと / 作曲・編曲：猫野こめっと / 歌：佳織みちる / コーラス：きゅわきゅわ隊（山貴みず、奥山歩、井上みゆ、とろ美）